# Benno Stops
Benno Stops (* 8. Juli 1950 in Neundorf (Anhalt); † 29. August 2015) war ein deutscher Sprinter, der sich auf den 400-Meter-Lauf spezialisiert hatte und für die DDR startete.
1973 gewann er Silber bei den Halleneuropameisterschaften in Rotterdam. Bei den Europameisterschaften 1974 in Rom kam er mit der DDR-Mannschaft in der 4-mal-400-Meter-Staffel auf den vierten Platz.
Bei den DDR-Meisterschaften wurde er 1973 Zweiter und 1974 Dritter. Im Jahr 1973 konnte er als Teil der Staffel vom SC Magdeburg den DDR-Meistertitel in der 4-mal-400-Meter-Staffel gewinnen.
Stops startete für den SC Magdeburg.
Stops verstarb am 29. August 2015 an einem Krebsleiden.

## Persönliche Bestzeiten
- 200 m: 21,0 s, 29. August 1973, Berlin
- 400 m: 46,23 s, 1. Juni 1975, Halle